# Chris Bachalo
Chris Bachalo (Portage la Prairie, 23 d'agost de 1965) és un il·lustrador de còmics canadenc conegut pel seu peculiar estil caricaturesc. Es va fer conegut per les seves etapes als còmics de DC a Shade, The Changing Man i les dues sèries Death de Neil Gaiman. Chris també ha il·lustrat diverses sèries relacionades amb els X-Men de Marvel Comics, com ara Generation X (que va cocrear), X-Men Vol. 2, Uncanny X-Men i Ultimate X-Men. A partir de l'abril de 2000, Chris va il·lustrar la seva sèrie Steampunk, propietat dels seus creadors.

## Joventut
Bachalo va néixer al Canadà però es va criar al sud de Califòrnia. Ha dit als entrevistadors que, de petit, volia ser fuster fins que va descobrir que era al·lèrgic a la pols. Va assistir a la Universitat Estatal de Califòrnia a Long Beach (Califòrnia), on es va especialitzar en art gràfic i va il·lustrar alguns còmics underground. Entre les seves influències Bachalo destacava a una entrevista a Frank Frazetta i Michael Golden.

## DC
Després de graduar-se, Bachalo va buscar feina a la indústria principal del còmic. La seva primera tasca publicada va ser The Sandman nº 12 (gener de 1990), part de l'arc de la història de "Doll's House", per a DC Comics. Tot i que abans de treballar en aquest número, DC ja l'havia contractat com a artista habitual de Shade, the Changing Man, una propietat més antiga reviscada com a sèrie per a adults per l'escriptor Peter Milligan.
El seu estil de principis dels noranta és minimalista amb línies fortes i gruixudes, personatges peculiars i poca preocupació pel realisme. Bachalo no va defugir els paisatges detallats, però va mostrar una rara inclinació per les pàgines amb molts panells petits.
El 1993, l'escriptor Neil Gaiman va seleccionar Bachalo per a la minisèrie de Sandman Death: The High Cost of Living, protagonitzada per la germana gran de Sandman. En aquell moment, Sandman era una de les sèries més populars i aclamades de la indústria i la minisèrie va ajudar a augmentar la visibilitat de Bachalo. La parella creativa també es va reunir per a Death: The Time of Your Life el 1996.
Després de treballar a Marvel (vegeu a sota), Bachalo va tornar breument a DC el 1999 per a la minisèrie The Witching Hour amb l'escriptor Jeph Loeb per a la línia Vertigo.

## Marvel Comics
Mentre estava a DC Comics, Bachalo va il·lustrar el primer número de X-Men Unlimited, que Marvel va publicar com a còmic antologia de X-Men. Basat en l'èxit i la fanfàrria de X-Men Unlimited nº 1, el 1994, Bachalo va acabar la seva etapa a Shade i va començar a treballar per a Marvel Comics. A continuació, va il·lustrar els tres primers números de Ghost Rider 2099, una de les sèrie d'una línia que reinventava personatges populars de Marvel l'any 2099.
No obstant això, aviat se li va assignar la creació d'un nou equip juvenil de X-Men amb l'escriptor d' Uncanny X-Men Scott Lobdell. El grup que van crear Lobdell i Bachalo, Generation X, va ser intencionadament estrany i idiosincràtic perquè els dos volien evitar la tendència recent dels equips de superherois, on cada membre de l'equip representava un personatge tipus reconeixible.
La Generació X es va convertir en un èxit a causa dels personatges adolescents realistament cínics i emocionalment immadurs de Lobdell i l'art atípic de Bachalo. Bachalo va il·lustrar la sèrie durant gran part dels seus primers tres anys, fent una pausa a finals de 1995 i principis de 1996 per il·lustrar la segona minisèrie Death, Death: The Time of Your Life.
El 1997, Bachalo va deixar la Generació X per Uncanny X-Men, possiblement el títol més popular de la indústria del còmic, i es va mantenir fins a finals de 1998.

## Steampunk
L'any 2000, Bachalo va llançar Steampunk, una sèrie de còmics inspirada en el gènere de ficció del mateix nom, que emula la ciència-ficció primerenca i en una versió alternativa de principis del segle xx. La sèrie està escrita per Joe Kelly i forma part de l'empremta d'Image Comics per a la sèrie de propietat del creador, Cliffhanger. La sèrie va ser criticada pels llapis massa detallats de Bachalo, les vinyetes petites i la coloració fosca fangosa, que de vegades feia difícil discernir què estava passant. De la mateixa manera, l'escriptura de Joe Kelly no era tan senzilla per a les preferències típics del gran públic. Al contrari, els partidaris del llibre el van lloar per aquests mateixos motius, així com per la pura imaginació dels personatges i la història. La sèrie, pensada per tenir 25 números, va acabar prematurament després del segon arc de la història al número 12. Actualment està disponible en dos llibres de butxaca comercials reimpresos en anglès, Steampunk: Manimatron (ISBN 1-56389-762-8) i Steampunk: Drama Obscura (ISBN 1-4012-0047-8). El grup Planeta el va publicar en format de grapa entre 2001 i 2002 només en castellà.
Quan Richard Friend entinta els llapis de Chris Bachalo, la peça està signada "Chrisendo", una combinació dels noms "Chris", "Friend" i "Bachalo".

## Retorn a Marvel
A principis dels anys 2000, Bachalo va completar treballs ocasionals en diverses sèries de X-Men, com ara Ultimate X-Men, Ultimate War, els New X-Men de Grant Morrison i la seqüela del crossover Age of Apocalypse.
Bachalo també va ser l'artista de Captain America durant 6 números (núms. 21–26, amb dates de portada de desembre de 2003 a maig de 2004) i va dibuixar una sèrie independent escrita per Robert Morales.
El 2005, va dibuixar una portada de Runaways.
De 2006 a 2008, Bachalo va ser l'artista del títol de X-Men juntament amb el nou escriptor Mike Carey després de completar el seu arc històric final per Uncanny X-Men (nº 472–474). No obstant això, sovint era substituït per l'artista Humberto Ramos.
Bachalo també ha dibuixat a llapis (i acolorit) una sèrie de cartes per al joc de cartes col·leccionables Vs. Aquestes han estat interpretacions de personatges de Marvel i DC.
A més del seu treball continuat per a Marvel, Bachalo va acabar el número 7 d'Elephantmen de Comicraft, un número que feia 4 anys que s'estava preparant. El número es va fer íntegrament a doble pàgina i va marcar el seu retrobament amb l'escriptor de Steampunk Joe Kelly. La història del número, "Captain Stoneheart and the Truth Fairy" també va representar el primer treball de Bachalo fora de Marvel i DC des del seu número d'ompliment de Witchblade.
Bachalo també ha estat un dels quatre artistes que originalment va formar part del rellançament de Spider-Man, Brand New Day, juntament amb Phil Jimenez, Steve McNiven i el valencià Salvador Larroca.
Començant amb New Avengers nº 51, Bachalo va proporcionar portades variants per a la història "Who will be the next Sorcerer Supreme?" (qui serà el proper Sacerdot Suprem) de l'equip creatiu format per Brian Michael Bendis i Billy Tan. Del 2011 al 2012, es va unir per a diversos número amb Jason Aaron al seu Wolverine and the X-Men. Del 2013 al 2015 va treballar amb Bendis al volum 3 deUncanny X-Men. El 2016, va tornar a formar equip amb Jason Aaron en el primer títol en solitari de Dr. Strange en 10 anys, Way of the Weird.
Antonio Fabela és un colorista habitual de l'obra de Bachalo.

## Obra

### DC Comics
- Batman: Gotham Knights nº 26 (història de complement en blanc i negre, 2002)
- Batman: Legends of the Dark Knight nº 64 (1994)
- Just Imagine Stan Lee with Chris Bachalo Creating Catwoman nº 1 (2002)

#### Vertigo
- Death: The High Cost of Life (1993)
- Death: The Time of Your Life nº 1 (llapis complets), nº 2 (juntament amb Mark Buckingham, 1996)
- The Sandman nº 12 (1990)
- Shade, the Changing Man nº 1-9, 11-13, 15-21, 23-26, 33-39, 42-45, 47, 49-50 (1990-1994)
- The Witching Hour nº 1-3 (2000)

#### WildStorm
- Steampunk nº 1-12 (2000-2002)
- Steampunk: Catechism nº 1 (2000)

### Marvel Comics
- A+X nº 2 (escriptor/artista, 2013)
- The Amazing Spider-Man nº 555-557, 575-576, 630-633 (2008-2010)
- The Amazing Spider-Man vol. 5 nº 14-15, 19. HU (2019)
- The Amazing Spider-Man: Extra! nº 1-2 (2008-2009)
- The Amazing Spider-Man: Full Circle nº 1 (entre altres artistes, 2019)
- The Avengers vol. 4 nº 13, 15 (2011)
- Captain America vol. 4 nº 21-26 (2004)
- Daredevil vol. 2 nº 65 (entre altres artistes, 2004)
- Dark Avengers Annual nº 1 (2010)
- Dark Reign: The Sinister Spider-Man nº 1-4 (2009)
- Deadpool vol. 8 nº 1-4, 7-9 (2019-2021)
- Doctor Strange vol. 4 nº 1-10, 12-16, 18-20 (2015-2017)
- Generation Next nº 1-4 (1995)
- Generation X nº 1-6, 17-22, 25, 27-31, -1 (1994-1997)
- Ghost Rider 2099 nº 1-3 (1994)
- The Incredible Hulk vol. 2 nº 400 (1992)
- The New Avengers nº 51-52 (amb Billy Tan, 2009)
- New X-Men nº 142-145 (2003)
- Peter Parker, The Spectacular Spider-Man nº 308-309 (2018)
- Spider-Man/Deadpool nº 23-28 (2018)
- Ultimate War (2003)
- Ultimate X-Men nº 18-19 (2002)
- Uncanny X-Men nº 349, 353–356, 358–360, 362–365, 464–468, 472, 600 (1997–1999, 2005–2006, 2015)
- Uncanny X-Men vol. 3 nº 1-4, 8-9, 12-14, 16-17, 19-22, 25, 27, 29-32 (2013-2015)
- Wolverine and the X-Men nº 1-3, 8-10, 12, 16 (2011-2012), nº 42 (entre altres artistes, 2014)
- X-Men vol. 2 nº 188-190, 192-193, 197-200, 205-207 (2006-2008)
- X-Men vol. 3 nº 7-10 (2011)
- X-Men: Age of Apocalypse (2005)
- X-Men: Black - Emma Frost nº 1 (2018)
- X-Men: Curse of the Mutants - Storm and Gambit nº 1 (2010)
- X-Men Unlimited nº 1 (1993)

### Image Comics
- Elephantmen nº 7 (2007)
- Witchblade nº 87 (2005)